# Xerocrassa montserratensis
Xerocrassa montserratensis is een op het land levende longslak uit de familie Hygromiidae. 
De soort komt alleen voor in het gebied van de berg Montserrat in Spanje en heeft een voorkeur voor open steenvlakten als habitat. De soort staat als bedreigd op de Rode Lijst van de IUCN. Als grootste bedreigingen worden door de IUCN vuur en urbanisatie genoemd, terwijl dat voorheen urbanisatie was. De soort komt echter niet voor in dichte bossen van steeneik en een recente studie noemt derhalve ook herbebossing als bedreiging. Opmerkelijk genoeg blijkt de slak in deze studie wel te worden aangetroffen in gebieden die zijn getroffen door bosbrand, terwijl hercolonisatie van geschikte habitats die niet door bosbrand zijn getroffen slechts heel traag geschiedt.